# 마아디

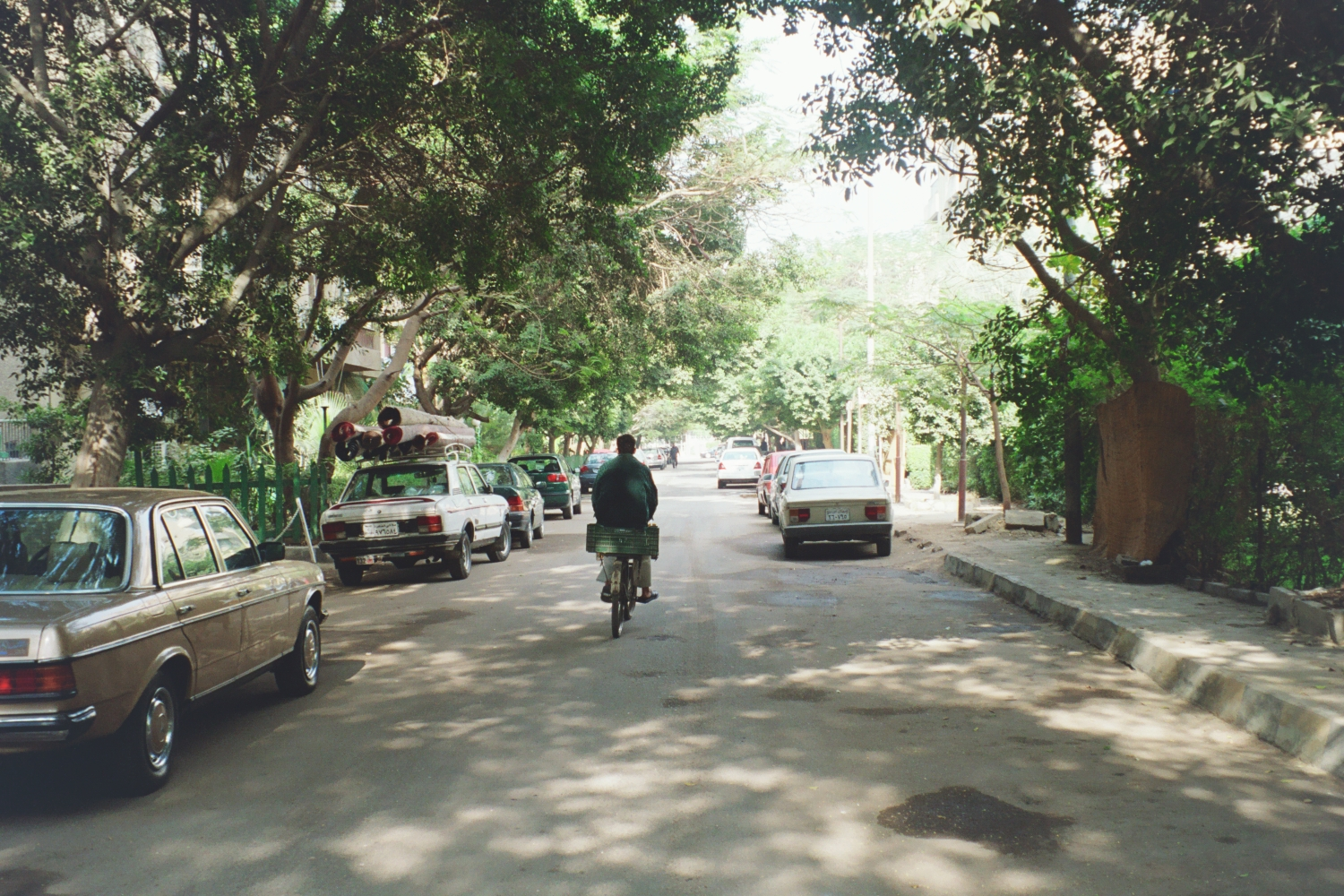

마아디(영어: Maadi, 아랍어: المعادي)는 이집트의 수도 카이로의 남쪽 지역이다. 영국인들이 식민통치를 하면서 20세기 초반 건설한 신도시로, 현재도 외국인들이 다수 거주하고 있다.

## 같이 보기
- 헬완